# Gare de Malderen
La gare de Malderen est une gare ferroviaire belge de la ligne 53, de Schellebelle à Louvain, située à Malderen sur le territoire de la commune de Londerzeel, dans la province du Brabant flamand en région flamande.
Elle est mise en service en 1837 par l'administration des chemins de fer de l'État belge. C'est un arrêt sans personnel de la Société nationale des chemins de fer belges (SNCB) desservie par des trains Omnibus (L) et Heure de pointe (P).

## Situation ferroviaire
Établie à 11 m d'altitude, la gare de Malderen est située au point kilométrique (PK) 21,977 de la Ligne 53, de Schellebelle à Louvain, entre les gares ouvertes de Buggenhout et de Londerzeel.

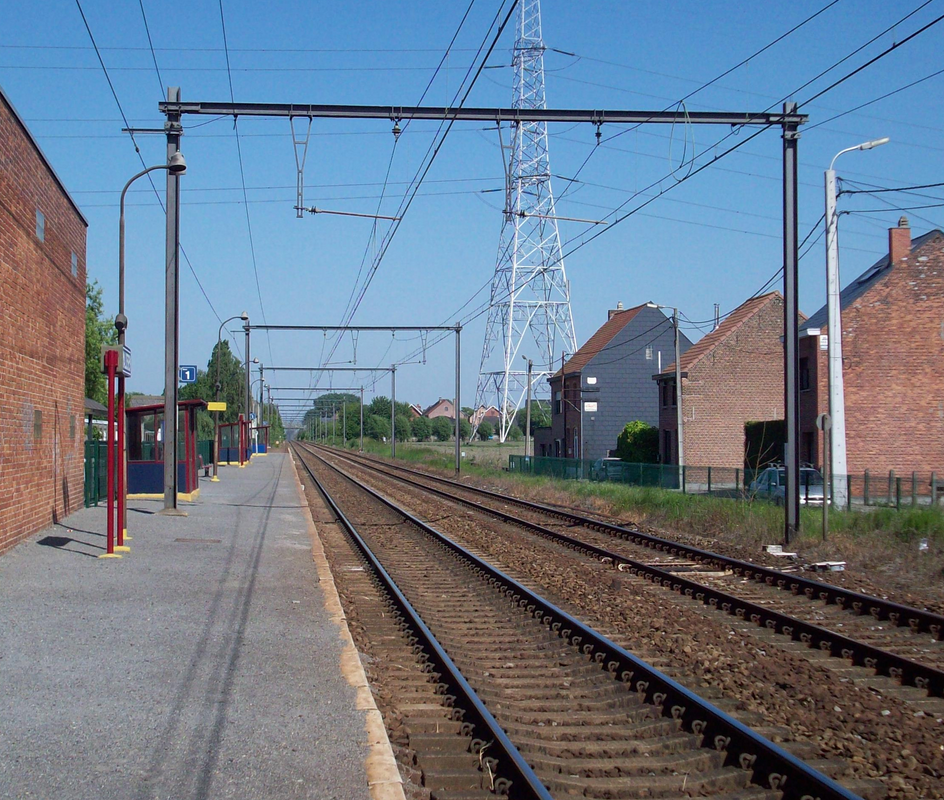
Le deuxième quai.

## Histoire
La « station de Malderen » est mise en service le 2 janvier 1837 par l'Administration des chemins de fer de l'État belge, lorsqu'elle ouvre à l'exploitation la section de Malines à Termonde.
La halte de Malderen est élevée au rang de station le 10 octobre 1860. Une rampe de déchargement pour les équipages et tapissières est ajoutée en 1862-1863.
Le 4 juillet 1860, dans la salle d'attente de la gare de Bruxelles-Nord a eu lieu l'adjudication publique pour la construction de nouveaux bâtiments des recettes dans cinq haltes, dont Malderen et le 9 février 1863, dans la salle d'attente de la gare de Bruxelles-Nord, a eu lieu l'adjudication de la fourniture et de la pose des portes et fenêtres du nouveau bâtiment des recettes de la gare de Malderen tandis que le auvent est adjugé le 1er octobre 1863.
Les autres bâtiments de ce lot étaient de modestes structures comportant trois travées, la plus petite des variantes du plan standard dit "gare à pignons à redents", mais les photographies anciennes montrent que ce bâtiment comportait cinq travées. L'agrandissement du bâtiment de la station de Malderen avait été décrété le 2 décembre 1872. La construction d'une habitation pour le chef de gare est mentionnée parmi la liste des travaux à réaliser en 1900.
Une seconde bâtisse de plan standard à un étage, plus dépouillée et sans bâtiment de fonction, sera construite vers 1904 à côté de l'ancienne gare qui restera utilisée comme logement de fonction par le chef de gare.
Ces deux gares ont par la suite été détruites, dans les années 1960.

## Service des voyageurs

### Accueil
Halte SNCB, c'est un point d'arrêt non géré (PANG) à accès libre.
La traversée des voies et le passage d'un quai à l'autre s'effectuent par le passage à niveau routier.

### Desserte
Malderen est desservie par des trains Omnibus (L) et Heure de pointe (P) de la SNCB qui effectuent des missions sur la ligne commerciale 53 (Malines - Gand).
La desserte, qui comprenait auparavant des trains InterRegion (IR) entre Louvain, Malines et Termonde ou Courtrai ainsi que des trains P entre Louvain et Gand-Saint-Pierre a été revue à la baisse et compte en 2021 :
- un train L par heure entre Malines et Zeebrugge-Dorp ou Zeebrugge-Strand (en semaine) ;
- huit trains P entre Termonde et Malines ou Louvain (en semaine) ;
- un train L toutes les heures entre Malines et Courtrai (les week-ends et jours fériés).

### Intermodalité
Un parc pour les vélos et un parking pour les véhicules y sont aménagés.

## Comptage voyageurs
Ce graphique et tableau montre le nombre de voyageurs embarquant en moyenne durant la semaine, le samedi et le dimanche.
| Nombre de passagers qui embarquent à la gare de Malderen | Nombre de passagers qui embarquent à la gare de Malderen | Nombre de passagers qui embarquent à la gare de Malderen | Nombre de passagers qui embarquent à la gare de Malderen |
|                                                          | Semaine                                                  | Samedi                                                   | Dimanche                                                 |
| -------------------------------------------------------- | -------------------------------------------------------- | -------------------------------------------------------- | -------------------------------------------------------- |
| 1977                                                     | 511                                                      | 23                                                       | 9                                                        |
| 1978                                                     | 473                                                      | 42                                                       | 22                                                       |
| 1979                                                     | 459                                                      | 46                                                       | 23                                                       |
| 1980                                                     | 505                                                      | 27                                                       | 50                                                       |
| 1981                                                     | 491                                                      | 38                                                       | 24                                                       |
| 1982                                                     | 521                                                      | 43                                                       | 41                                                       |
| 1983                                                     | 506                                                      | 22                                                       | 25                                                       |
| 1984                                                     | 557                                                      | 50                                                       | 50                                                       |
| 1985                                                     | 443                                                      | 56                                                       | 75                                                       |
| 1986                                                     | 407                                                      | 72                                                       | 45                                                       |
| 1987                                                     | 432                                                      | 49                                                       | 68                                                       |
| 1988                                                     | 433                                                      | 56                                                       | 52                                                       |
| 1989                                                     | 461                                                      | 66                                                       | 55                                                       |
| 1990                                                     | 553                                                      | 71                                                       | 40                                                       |
| 1991                                                     | 475                                                      | 57                                                       | 44                                                       |
| 1992                                                     | 414                                                      | 69                                                       | 38                                                       |
| 1993                                                     | 514                                                      | 79                                                       | 68                                                       |
| 1994                                                     | 410                                                      | 113                                                      | 53                                                       |
| 1995                                                     | 448                                                      | 66                                                       | 56                                                       |
| 1996                                                     | 526                                                      | 86                                                       | 70                                                       |
| 1997                                                     | 420                                                      | 105                                                      | 93                                                       |
| 1998                                                     | 466                                                      | 92                                                       | 106                                                      |
| 1999                                                     | 409                                                      | 89                                                       | 90                                                       |
| 2000                                                     | 392                                                      | 108                                                      | 96                                                       |
| 2001                                                     | 361                                                      | 74                                                       | 113                                                      |
| 2002                                                     | 374                                                      | 120                                                      | 96                                                       |
| 2003                                                     | 361                                                      | 63                                                       | 86                                                       |
| 2004                                                     | 287                                                      | 58                                                       | 96                                                       |
| 2005                                                     | 365                                                      | 79                                                       | 91                                                       |
| 2006                                                     | 345                                                      | 113                                                      | 112                                                      |
| 2007                                                     | 367                                                      | 87                                                       | 127                                                      |
| 2008                                                     | -                                                        | -                                                        | -                                                        |
| 2009                                                     | 343                                                      | 417                                                      | 109                                                      |
| 2010                                                     | -                                                        | -                                                        | -                                                        |
| 2011                                                     | -                                                        | -                                                        | -                                                        |
| 2012                                                     | 394                                                      | 113                                                      | 197                                                      |
| 2013                                                     | 330                                                      | 113                                                      | 166                                                      |
| 2014                                                     | 362                                                      | 135                                                      | 208                                                      |
| 2015                                                     | 287                                                      | 91                                                       | 101                                                      |
| 2016                                                     | 272                                                      | 89                                                       | 124                                                      |
| 2017                                                     | 345                                                      | 135                                                      | 111                                                      |
| 2018                                                     | 297                                                      | 65                                                       | 100                                                      |
| 2019                                                     | 400                                                      | 135                                                      | 134                                                      |
| 2020                                                     | 207                                                      | 88                                                       | 87                                                       |
| 2021                                                     | -                                                        | -                                                        | -                                                        |
| 2022                                                     | 391                                                      | 137                                                      | 217                                                      |
| 2023                                                     | 359                                                      | 115                                                      | 121                                                      |
| 2024                                                     | 356                                                      | 153                                                      | 136                                                      |

## Galerie de photographies

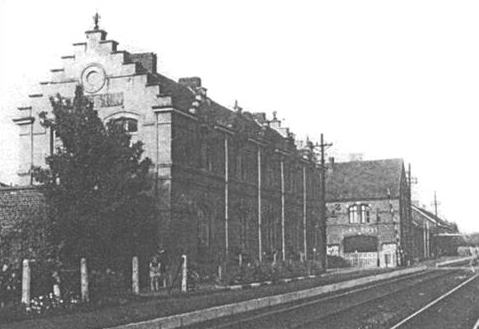
La gare de 1860 vers 1905.
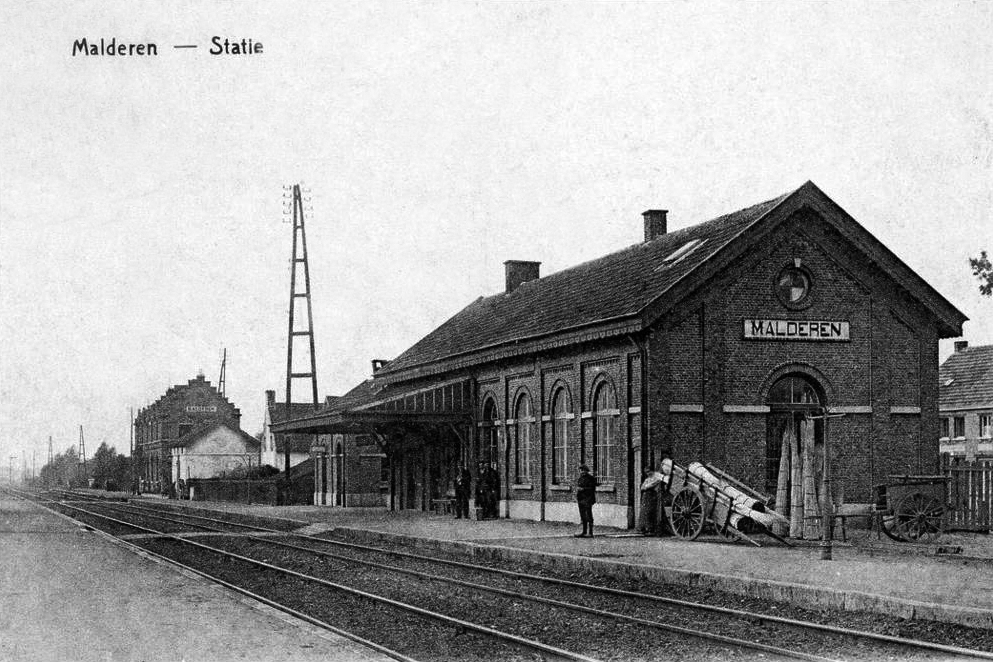
Les deux gares vers 1905 avec le bâtiment le plus récent au premier plan.
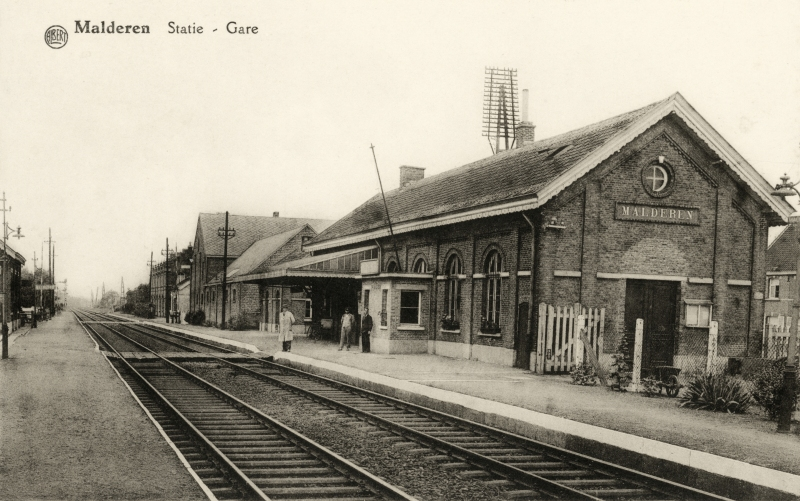
Configuration différente.
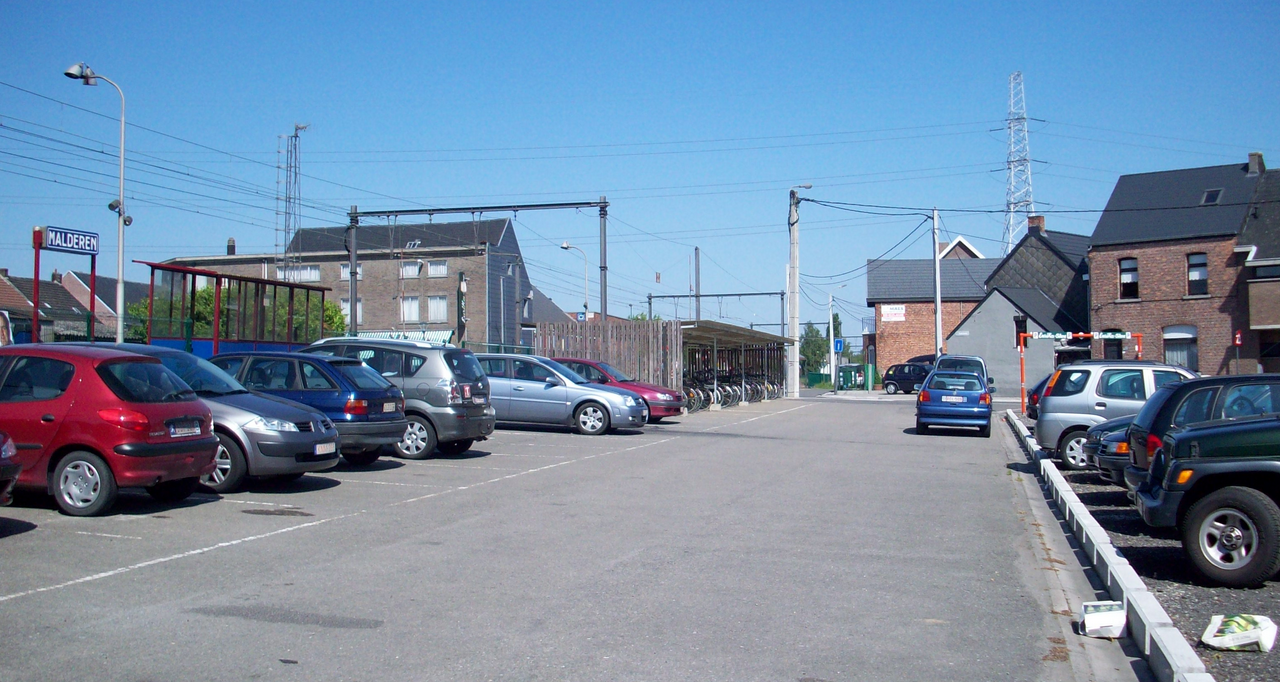
Parking véhicules.
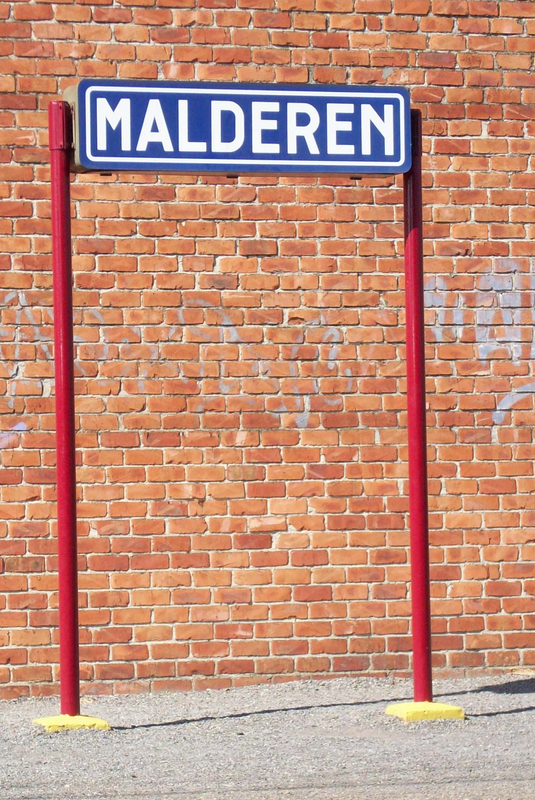
Panneau de quai.